# Eurylaimus
Eurylaimus es un género de aves paseriformes perteneciente a la familia Eurylaimidae. 

## Especies
Contiene las siguientes especies:
- Eurylaimus javanicus (Horsfield, 1821) — eurilaimo bandeado;
- Eurylaimus ochromalus (Raffles, 1822) — eurilaimo negrigualdo;
- Eurylaimus samarensis (Steere, 1890) — eurilaimo de las Bisayas;
- Eurylaimus steerii (Sharpe, 1876) — eurilaimo de Mindanao.